# 李裕
李 裕（り ゆう）は、中国唐の皇族。もとの名は祐。第22代皇帝昭宗の長男。母は積善太后。唐末の混乱期に皇帝に即位する（在位：900年12月4日 - 901年1月24日。ただし、李裕の帝位は一時的なものであったため、正史では歴代皇帝に数えられていない）。最後の皇帝哀帝の同母長兄。正確な生年は不明であり、父の昭宗の生年（867年）と同母弟の哀帝の生年（892年）から推測すると、彼は880年代または892年以前に生まれた可能性がある。

## 生涯
乾寧4年（897年）2月に皇太子となる。光化3年（900年）11月に劉季述らの一部の宦官勢力のクーデターによって昭宗が廃位され、皇太子李裕が新皇帝に即位する。しかし、翌天復元年（901年）正月に反対勢力の宦官らが蜂起して、昭宗が復位した。李裕は退位させられ、皇太子の座にも戻ることなく、徳王に降格された。
やがて、天祐2年（905年）2月の戊戌の日に、父を殺害した朱全忠に招かれた李裕は、弟である棣王李祤や李禊・李禋・李禕・李祕・李祺・李禛・李祥らと共に、洛陽苑内にて偽りの宴会の最中に、朱全忠が遣わした刺客の手によって絞め殺された。彼らの遺体は付近の九曲池に投げ込まれたという。